# Santuario della Madonna della Pace (Copparo)
Il santuario della Madonna della Pace, anche noto come chiesa di Sant'Agata, è la parrocchiale a Cesta, frazione di Copparo, in provincia di Ferrara. Risale al XII secolo.

## Storia
A Cesta di Copparo la nobile famiglia Giocoli, di Ferrara, fece erigere una chiesa nel XII secolo. Venne dedicata a San Michele, e fu sussidiaria alla pieve di San Pietro e Paolo.
Dopo la metà del XVIII secolo il vescovo di Ferrara Giovanni Tavelli volle che venisse ricostruita con diverso orientamento e la dedicazione fu mutata, divenendo chiesa di Sant'Agata.
La parrocchia venne soppressa nel 1943.
Durante il 1944 l'edificio venne ristrutturato e la torre campanaria ricostruita ma un bombardamento durante l'ultima anno di conflitto distrusse il campanile e gran parte della chiesa. 
All'inizio del secondo dopoguerra quindi, e sino al 1949, l'edificio fu oggetto di una ricostruzione quasi completa. Il nuovo luogo sacro venne reso più prezioso dall'uso di marmi pregiati per l'altare maggiore e gli altari laterali, oltre che per il pavimento. Venne decorato con mosaici e la nuova facciata rifinita con travertino.
Quando ormai la chiesa era divenuta santuario della Madonna della Pace, la parrocchia fu ricostituita (nel 1963) per volontà di Natale Mosconi, arcivescovo di Ferrara. 
In quell'occasione si ebbe una nuova dedicazione parrocchiale a Maria Santissima del Lume e della Pace.
In quel periodo vennero sistemati in modo diverso gli interni, con una cappella per il fonte battesimale e vennero riviste le vetrate.